# 66°NORTH
66°NORTH is een IJslandse kledingfabrikant, gespecialiseerd in outdoorkleding. Na een jarenlange succesvolle distributie in IJsland zelf besloot het bedrijf in 2004 om de kleding ook in de Verenigde Staten en andere landen te gaan verkopen. Het bedrijf is eigendom van de internationale filmmaker Sigurjon Sighvatsson.
Het bedrijf werd opgericht in 1926 door Hans Kristjánsson, in eerste instantie om kleding te vervaardigen die de IJslandse vissers moest beschermen tegen de kou en het koude water. Het bedrijf is vernoemd naar de noordpoolcirkel, die in het noordelijkste deel van IJsland over het eiland Grímsey loopt.
Momenteel wordt het merk verkocht door verscheidene internationale warenhuizen, evenals een handvol grootwinkelbedrijven, waaronder Urban Outfitters.